# Der russische Geliebte (Film)
Der russische Geliebte ist ein ZDF-Fernsehfilm aus dem Jahr 2008. Die Literaturverfilmung basiert auf dem gleichnamigen Roman der polnischen Schriftstellerin Maria Nurowska. Regie bei dem Liebesfilm führte Ulrich Stark.

## Handlung
Julia verlebt als Gastprofessorin ein Semester in der Sorbonne in Paris. Ihre ersten Eindrücke von der ihr fremden Stadt sind eher negativ, da ihre Zimmernachbarn, ein junges Paar, durch ihre ständigen Zankereien und lauten Liebesspiele die Konzentration auf ihre Arbeit und Unterrichtsvorbereitungen stört.
Ihr Eindruck verändert sich, nachdem sie die beiden persönlich kennengelernt hat. Alexander, ein russischer Historiker, ist mit seiner Lebensgefährtin Nadja in Paris zu Besuch. Als Nadja nach Russland zurückkehrt und Alexander in Paris bleibt, beginnt er, um Julia zu werben. Seine Annäherungsversuche haben bald Erfolg. Julia versucht zwar zunächst, ihre Gefühle zu verbergen und zu beherrschen, jedoch erliegt sie seinem Charme.

## Produktionsnotizen
Die Dreharbeiten fanden im Juni und Juli 2006 in Paris und Prag statt. Der Film hatte am 31. März 2008 seine Premiere im ZDF und erreichte dabei 4,47 Millionen Zuschauer und einem Marktanteil von 13,7 Prozent.

## Kritiken
Für Rainer Tittelbach hat der Film etwas Kunstgewerbliches und ist kein Meisterwerk, dennoch sei er „eine willkommene Abwechslung von den oftmals allzu realen Fernsehfilmen“.
TV Spielfilm fand „die Verfilmung des Romans von Maria Nurowska rutscht immer wieder auf Groschenromanniveau ab, und Iris Berbens Wandlung von der verhärmten, kopfgesteuerten Frau zur selbstbewussten Liebenden wirkt arg aufgesetzt.“ Trotzdem sei das Werk ein „Plädoyer für die Liebe jenseits der Konvention“.
Das Lexikon des internationalen Films schreibt: „Ein Film um Einsamkeit und Liebe, Spontaneität und die Angst vor Enttäuschung, in dem die Protagonistin, die sich zunächst selbst nicht lieben kann, ein neues Gefühl für sich bekommt.“